# مكتبة المتحف العراقي
مكتبة المتحف العراقي هي مكتبة تأسست عام 1933، حيث كانت في البداية عبارة عن قاعة من قاعات مديرية الآثار القديمة، وعندما توسعت أقيم للمكتبة بناية جديدة بجانب مبنى المتحف العراقي المطل على شارع المأمون، وتحتوي المكتبة على العديد من الكتب المهداة والمستولى عليها، والتي يدور أغلبها حول مواضيع الشرق الأدنى والأوسط، وتحديداً في التاريخ والتراث، إلا أنها مكتبة متنوعة كما تحتوي على مجلات وصحف ومخطوطات تاريخية ثمينة، بلغات شرقية وغربية.

## تأسيس المكتبة
عندما أنشئ المتحف العراقي عام 1923 لم يكن يحوي على مكتبة، إلى أن تأسست مديرية للآثار القديمة عام 1924، فأخذت الكتب ترد على هذه المديرية بالشراء والإهداء، وعندما كثر أعداد الكتب، عملت المديرية على أن تأسيس مكتبة لحفظها، فجمعتها سنة 1933 في قاعة من قاعات المديرية، وصنعت لها خزانات قليلة، وأنيط الاشراف عليها إلى موظف في المديرية، وعندما لم تعد القاعة تتسع للكتب، أقيم للمكتبة بناية جديدة بجانب مبنى المتحف العراقي المطل على شارع المأمون، ومدخلها من طريق صغير يجاور هذا المتحف. وتتألف البناية من جناحين فسيحين، طول ضلع كل منهما نحو من 15 متراً، ويلتحق بالمكتبة غرفتان، احداهما في الطابق العلوي من البناية نفسها، والأخرى في المدرسة المستنصرية. وسيضاف إلى المكتبة قاعة أخرى تقام في الساحة الخارجية وستكون للمطالعة.
وقد أخذت المكتبة بالنمو وأزدادت كتبها سنة بعد سنة، والذي يتبين من الجدول أدناه، من سنة 1933 إلى 1955:
| السنة | مجموع المجلدات في نهاية هذه السنة | عدد المجلدات التي أضيفت هذه السنة |
| ----- | --------------------------------- | --------------------------------- |
| 1933  | 490                               | سنة التأسيس                       |
| 1934  | 583                               | 93                                |
| 1935  | 684                               | 101                               |
| 1936  | 835                               | 151                               |
| 1937  | 1914                              | 1079                              |
| 1938  | 2659                              | 745                               |
| 1939  | 3434                              | 775                               |
| 1940  | 7330                              | 3896                              |
| 1941  | 8241                              | 911                               |
| 1942  | 9300                              | 1059                              |
| 1943  | 9745                              | 454                               |
| 1944  | 10512                             | 758                               |
| 1945  | 12213                             | 1701                              |
| 1946  | 14095                             | 1882                              |
| 1947  | 15146                             | 1051                              |
| 1948  | 15866                             | 720                               |
| 1949  | 17265                             | 1399                              |
| 1950  | 17865                             | 600                               |
| 1951  | 19030                             | 1165                              |
| 1952  | 22224                             | 3194                              |
| 1953  | 23884                             | 1660                              |
| 1954  | 25549                             | 1665                              |
| 1955  | 26767                             | 1218                              |